# Richeria grandis
Richeria grandis
Classification APG III (2009)
Espèce
Richeria grandis est une espèce de plantes à fleurs de la famille des Phyllanthaceae (anciennement des Euphorbiacées). C'est un arbre qui pousse dans les îles des Caraïbes.
Richeria grandis est l'une des nombreuses espèces dont Parinari campestris, Ptychopetalum olacoides et Roupala montana qui sont connues sous le nom commun de "bois bandé". Ces espèces sont réputées avoir des propriétés aphrodisiaques.

## Description

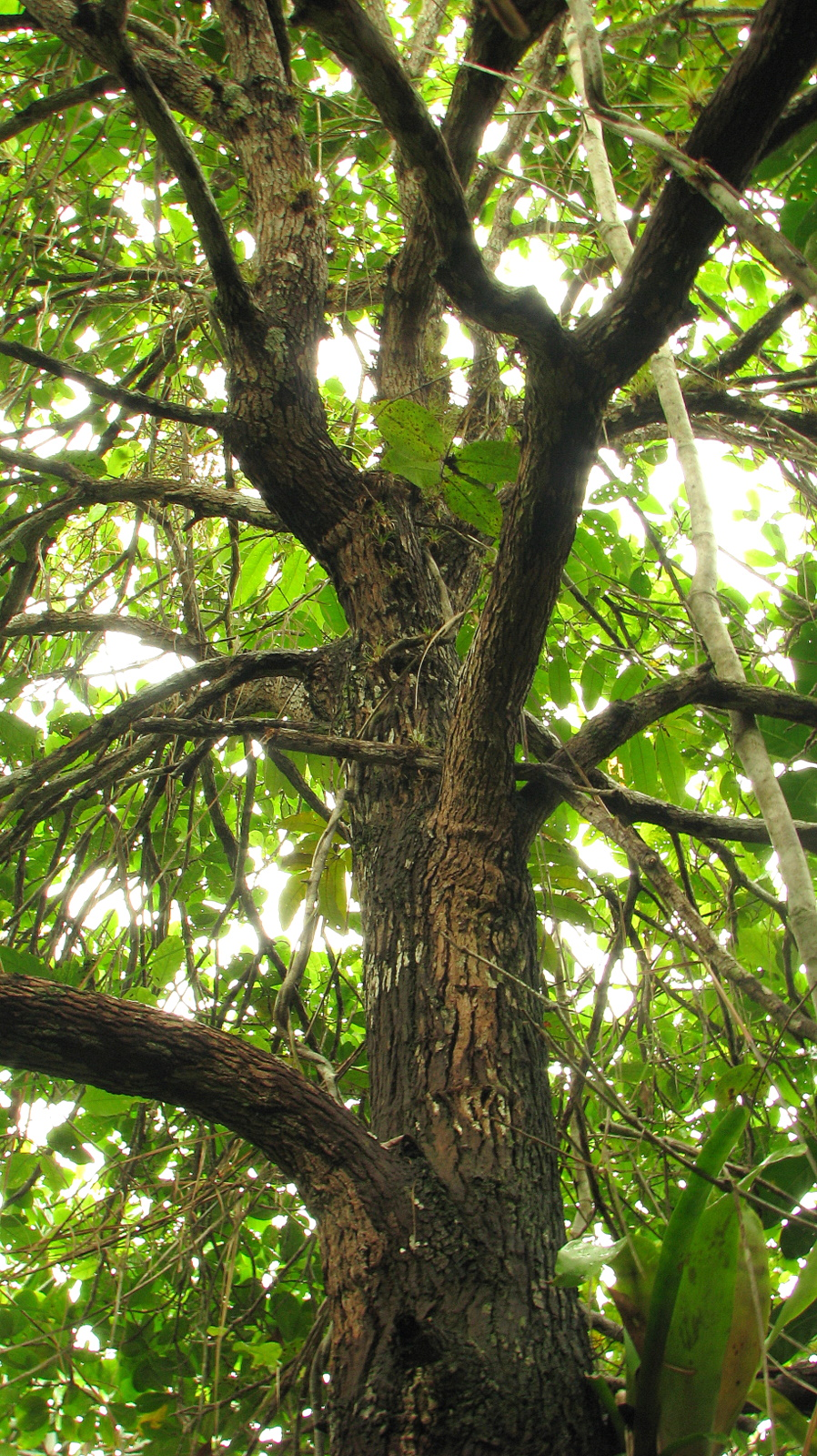
Arbre Richeria grandis.

Richeria grandis est un grand arbre à feuilles persistantes avec une écorce brune et une écorce interne brun-orange.
Il a des feuilles simples et alternes avec une marge entière. Les feuilles sont grandes, généralement 10–20 centimètres (4–8 pouces) de long jusqu'à 30 centimètres (12 pouces) de long et 13 centimètres (5 pouces) de large.
L'espèce est dioïque : les fleurs mâles et femelles sont portées sur des plantes distinctes. Les inflorescences mâles mesurent 3 à 10 centimètres (1 à 4 pouces) de long avec 3 à 7 fleurs;  les inflorescences femelles mesurent 3 à 5 centimètres (1 à 2 pouces) de long.
Le fruit est une capsule d'environ 1 centimètre de long.

## Systématique
L'espèce Richeria grandis a été décrite par le botaniste danois Martin Vahl en 1797.

### Nom vernaculaire
- Bois bandé.

### Synonymie
- Amanoa divaricata Poepp.
- Guarania laurifolia Baill.
- Guarania ramiflora Wedd. ex Baill.
- Richeria laurifolia (Baill.) Baill.
- Richeria obovata (Müll.Arg.) Pax & K.Hoffm.
- Richeria racemosa (Poepp. & Endl.) Pax & K. Hoffm.
- Richeria submembranacea Steyerm.

### Taxinomie
Deux variétés sont reconnues (Selon World Checklist of Selected Plant Families (WCSP) (4 févr. 2012))
- Richeria grandis grandis Vahl
- Richeria grandis gardneriana (Baill.) Müll.Arg. (1866)

## Utilisation

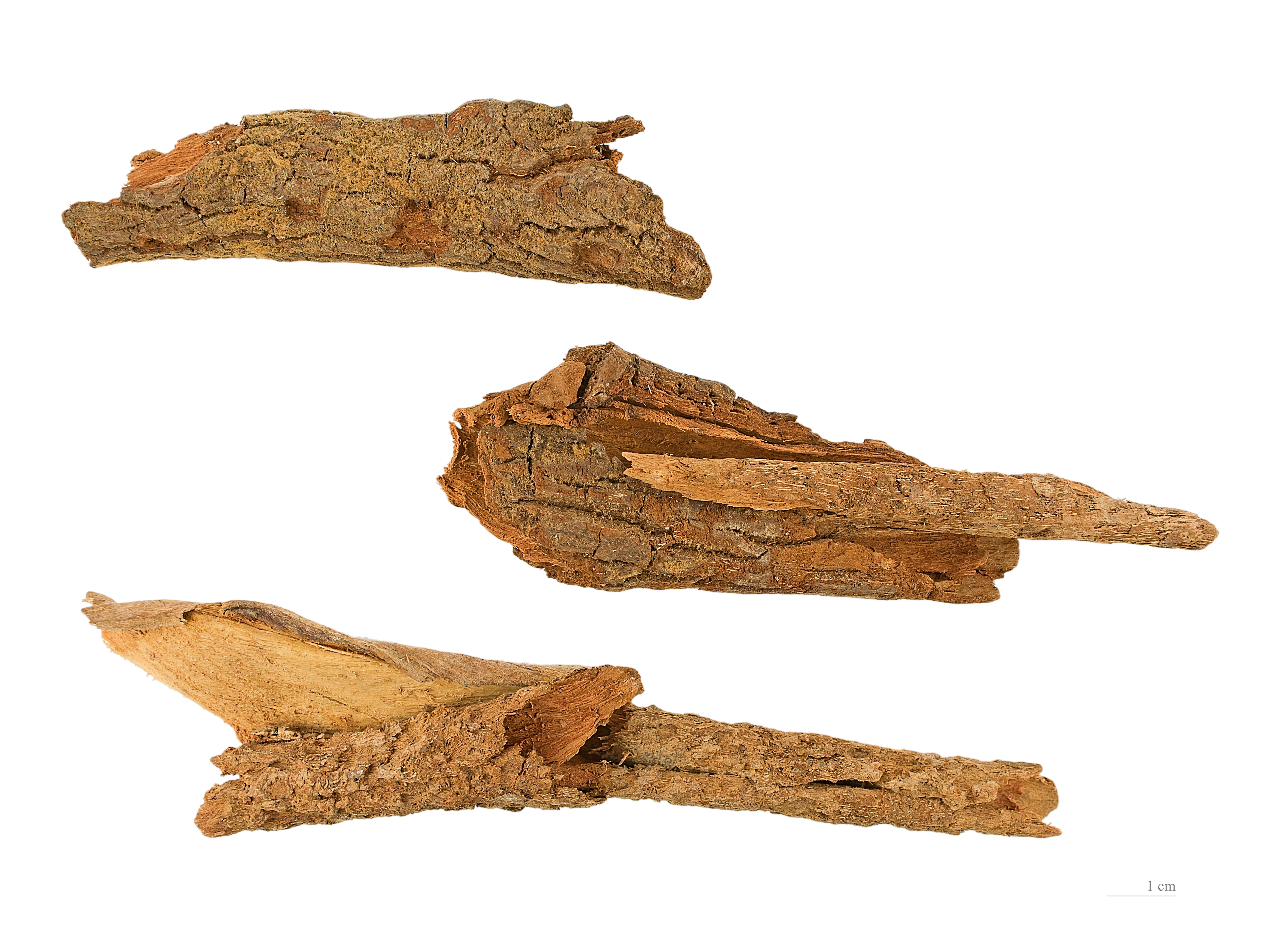
Écorce de Richeria grandis au Musée de Toulouse.

Le bois bandé est couramment utilisé en guise d'aphrodisiaque, bien que les effets n'aient pas été prouvés.
L'écorce de Richeria grandis est souvent infusée dans du rhum supposément pour augmenter son effet vasodilatateur.